# به‌کله (چالوس)
به‌کله، روستایی است از توابع بخش مرزن‌آباد شهرستان چالوس در استان مازندران ایران.

## جمعیت
این روستا در دهستان بیرون‌بشم قرار دارد و براساس سرشماری مرکز آمار ایران در سال ۱۳۸۵، جمعیت آن ۸۲ نفر (۲۱خانوار) بوده‌است. مردم به‌کله از قومیت طبری هستند. مردم به‌کله به زبان طبری با گویش چالوسی سخن می‌گویند.